# Muhsin ibn Qaid
Muhsin ibn Qaid (?-1055) est le troisième souverain de la dynastie  hammadide, qui règne sur le Maghreb central (Algérie) (règne 1054-1055).

## Biographie
Muhsin succède à son père Al-Qaid en 1054.
Son oncle Yousouf, que son père avait désigné comme gouverneur du Maghreb, tente de contester l'investiture de Mushin. Yousouf fait exécuter tous ses oncles fils de Hammad et donne l'ordre à son cousin germain Bologhine d'aller étouffer cette insurrection. Bologhine est accompagné de deux chefs arabes auxquels Muhsin donne l'ordre de tuer Bologhine pendant le trajet. Au lieu d'exécuter cet ordre les deux arabes préviennent Bologhine. Ils décident de revenir en arrière pour tuer Muhsin. Ce dernier se réfugie à Al-Qala`a (Kalâa des Béni Hammad) mais est tout de même tué par Bologhine.
Muhsin meurt assassiné en 1055 après un règne de seulement neuf mois, son cousin et meurtrier Bologhine ibn Muhammad ibn Hammad lui succède.